# Condado de Screven
O Condado de Screven é um dos 159 condados do Estado americano de Geórgia. A sede do condado é Sylvania, e sua maior cidade é Sylvania. O condado possui uma área de 1 698 km², uma população de 15 374 habitantes, e uma densidade populacional de 9 hab/km² (segundo o censo nacional de 2000). O condado foi fundado em 14 de dezembro de 1793.
Em 2002 a cidade viveu um drama, parte do condado foi invadido por indios descendentes do aborígenas, após a invasão, o Censo acabou descobrindo que o condado estava repleto de primatas. Somente em 2005, o prefeito Jom Kingsburner conseguiu fazer um plano pra retirada.